# Dragomirești (Dâmbovița)
Dragomirești è un comune della Romania di 8 493 abitanti, ubicato nel distretto di Dâmbovița, nella regione storica della Muntenia.
Il comune è formato dall'unione di 6 villaggi: Decindeni, Dragomirești, Geangoești, Mogoșești, Râncăciov, Ungureni.